# В.Ти.К. (театр)

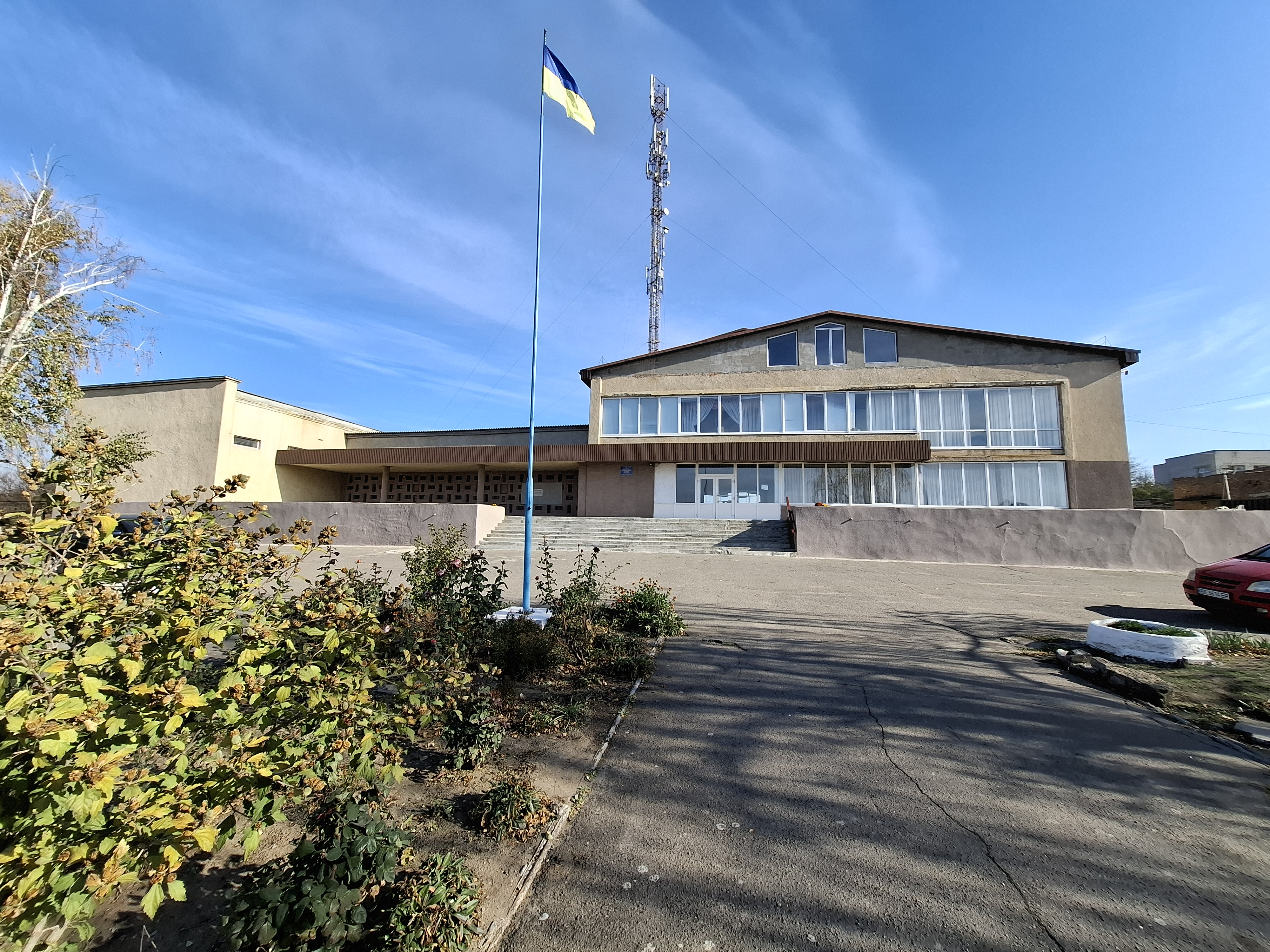
Воскресенський палац культури

Театр-студія «В.Ти. К з узвозу» — аматорський театр дорослих акторів у селищі Воскресенське Миколаївської області, заснований 6 лютого 2017 року на базі Воскресенського палацу культури. Абревіатура театру – від Воскресенського театрального колективу. Використовується й скорочена назва «В.Ти. К».

## Історія
Аматорський театр «В.Ти. К.» засновано 6 лютого 2017 року на базі Воскресенського палацу культури. Назву утворено від скорочення Воскресенського театральний колектив. Перша зіграна вистава – «Рай на землі» за п'єсою А. Котляр, прем'єра якої відбулася 4 квітня 2017 року на сцені Миколаївського академічного театру ляльок.
Під час пандемії Covid-19 театр був вимушений шукати нові формати і втіленням такого рішення стала вистава «Люди як вовки. Вовки як люди». Іншим таким втіленням аудіо-вистава «У війни не жіноче обличчя» за мотивами одноіменної художньо-документальної книги Світлани Алексієвич.
Під час повномасштабного вторгнення аматори організовують благодійні вистави та збирають кошти на Збройні сили України. Такою стала моновистава «Люби-мене-не-кинь» на документальний твір драматургині та сценаристки Ольги Анненки, там розповідається історія української жінки-квіткарки (за виконанням Ганни Шведової), що у зв'язку із війною переїхала до Парижа, а її син волонтер лишився у Києві. Ця моновистава стала третьою постановкою режисера Віктора Смірнова за час повномасштабного вторгнення.

## Репертуар
- 2017 — «Рай на землі» А. Котляр
- 2017, вересень — трагікомедія «Наша кухня» А. Котляр
- 2018, грудень — дитяча музична казка «Як Їжачок Новий рік зустрічав»
- 2020, березень — фантасмагорія «ВибиРай»
- 2020, червень — драма «Вовки, як люди. Люди, як вовки» О.Вітер
- 2020, вересень — комедія «Свинина сниться до весілля» А. Котляр
- 2020, листопад — драма «Це війна дівчата!»
- 2021, січень — дитяча музична казка «Каша з сокири»
- 2021, лютий — трагікомедія «Пробка»
- 2021, 28 лютого — казка для дорослих О. Гаврош «Ромео та Жасмін»
- 2021, березень — дитяча музична казка «Померанчевий Їжачок»
- 2021, липень — драма «А все ж таки я тебе вб'ю» Ю. Брит
- 2023 — моновистава «Чіріклі» Олександра Гавроша за творами Миколи Бурмека-Дюрі
- 2024 — моновистава «Люби – мене – не – кинь» Ольги Анненко

## Нагороди
- Вистава «Рай на землі»:
  - 2017 — Міжнародний театральний фестиваль «Fortuna — fest» — Гран-прі
  - 2017 — Миколаївський обласний театральний фестиваль «Мельпомена Таврії» — Гран-прі
  -  ??? — (Міжнародний) театральний фестиваль «День театру» (м. Київ) — «Кращий жіночий ансамбль» [джерело?]
- Вистава «Наша кухня»:
  - 2018 — (Міжнародний) театральний фестиваль «День театру» — Краща режисура [джерело?]
  - 2018 — Міжнародний театральний фестивалі «Fortuna — fest&» — Гран-прі
- Вистава «ВибиРай»:
  - 2020 — Міжнародний театральний фестивалі «Fortuna — fest&» — 1 місце; приз за кращу чоловічу роль ІІ плану
- Моновистава «Чіріклі»
  -  ??? — Всеукраїнський конкурс «День театру» — 1 місце серед аматорських театрів[7]